# Trinectes fluviatilis
Sole fluviatile
Espèce
Synonymes
- Achirus fluviatilis Meek & Hildebrand, 1928[1]

Statut de conservation UICN

 LC  : Préoccupation mineure
Trinectes fluviatilis, communément appelé la Sole fluviatile, est une espèce de poissons pleuronectiformes (c'est-à-dire des poissons plats ayant des côtés dissemblables).

## Répartition
Trinectes fluviatilis se rencontre dans le Pacifique Ouest, sur les côtes du Pérou jusqu'au Chili. Cette espèce remonte également les cours d'eau.

## Description
La taille maximale connue pour Trinectes fluviatilis est de 50 mm.